# Озера Росії

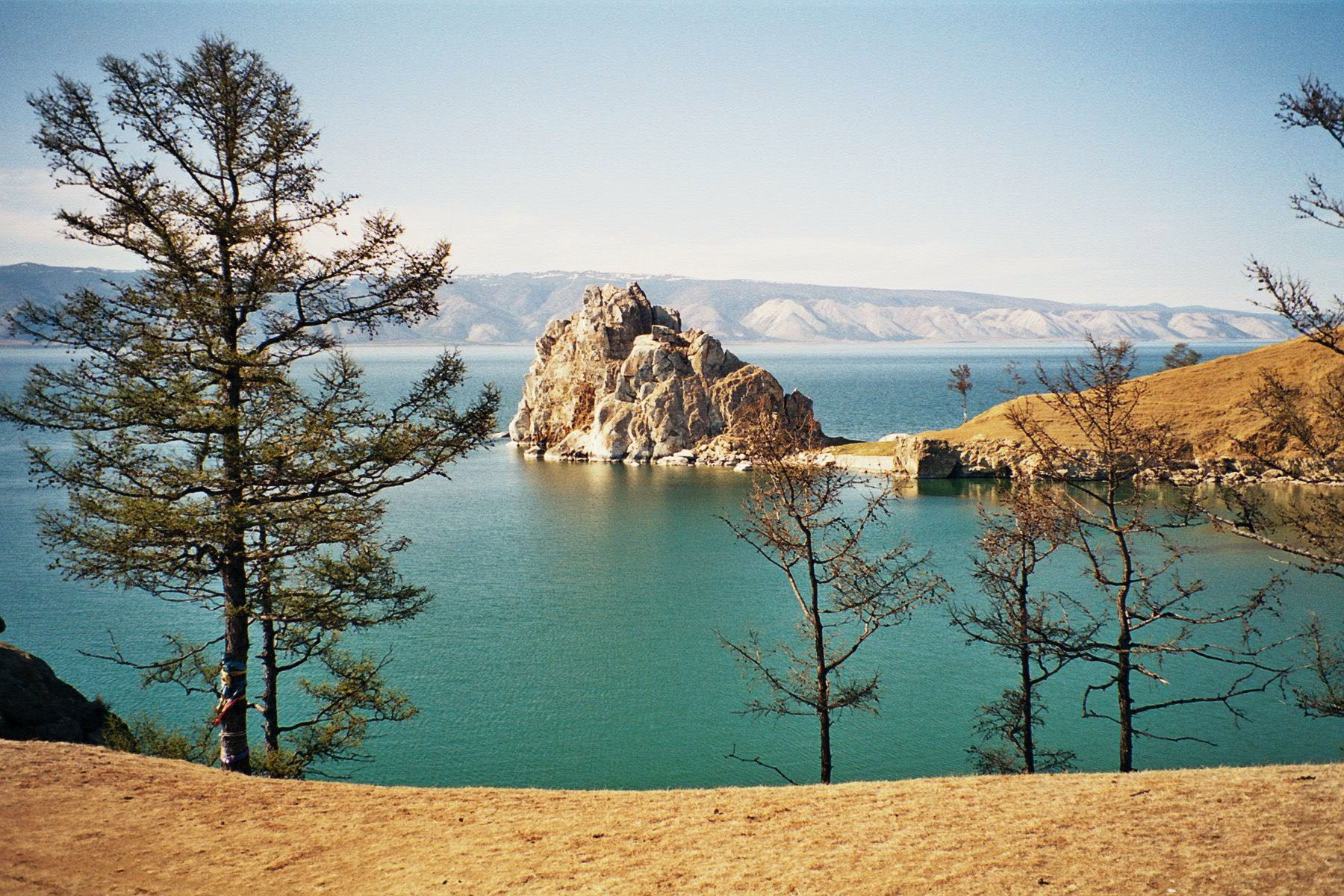
Шаман-скеля на острові Ольхон, озеро Байкал

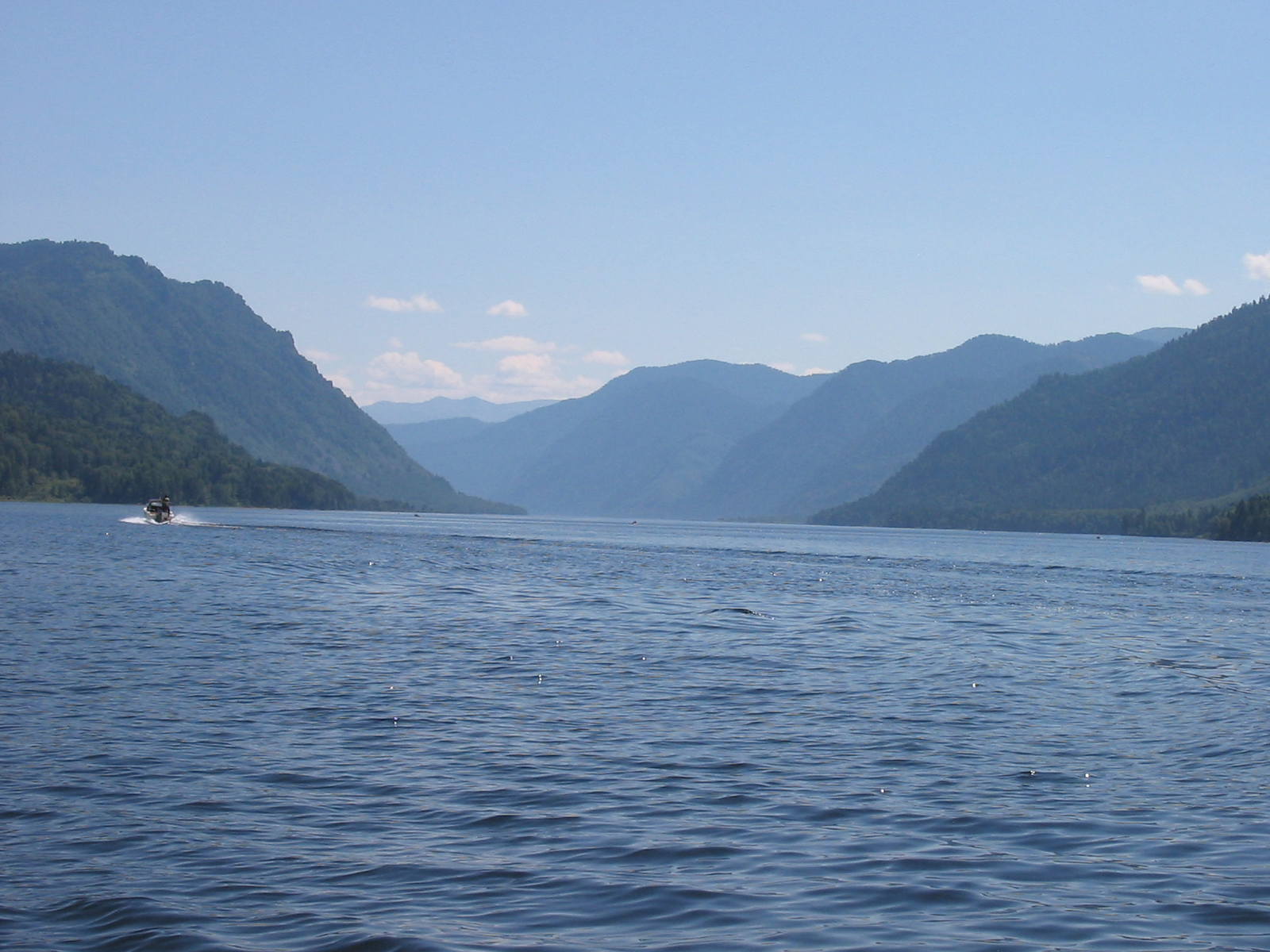
Озеро Телецьке. Алтайський край

На території Росії — понад два мільйони озер сумарною площею більше 350 тис. км² (без урахування Каспійського моря-озера). Загальні запаси озерних вод досягають 26 тис. км². Велика частина озер має льодовикове походження.

## Загальні відомості
Найбільші озера Європейської частини Росії (розташовані в основному на її північному заході) — Ладозьке та Онезьке (площею 17 680 і 9 720 км², відповідно); Чудсько-Псковське озеро на кордоні з Естонією (3 550 км²); Ільмень (близько 1 000 км², площа його змінюється залежно від рівня води), а також Вигозеро (1 250 км²), Топозеро (986 км²) та інші, більшість із них розташовані в «озерному краї» — Республіці Карелія.
Найбільше озеро Азійської частини і Росії в цілому (без урахування Каспію) — Байкал, він є також найглибшим у світі і найбільшим прісноводним озером за об'ємом води. В ньому міститься 85% прісної озерної води Росії і 22% світових запасів прісної води. Також озеро займає 8-ме місце у світі за площею поверхні. Довжина озера — 636 км, середня ширина — 48 км; загальна площа — 31,7 тис. км²; найбільша глибина — 1 620 м (великою глибиною відрізняється також Хантайське озеро (420 м) та Лама (більше 300 м) — на півдні півострова Таймир, Телецьке озеро (325 м) — на Алтаї). Байкал розташований в рифтовій западині і має вік приблизно 25-30 млн років.
Але переважна більшість російських озер належить до невеликих; численні озера на північному заході Європейської частини Росії (особливо в Карелії) та на Західно-Сибірській рівнині. Серед озер переважають прісні, але є і солоні, найбільше з яких — Чани (1 990 км²), в південно-західному Сибіру.:65-80

## Список озер Росії площею понад 200км²

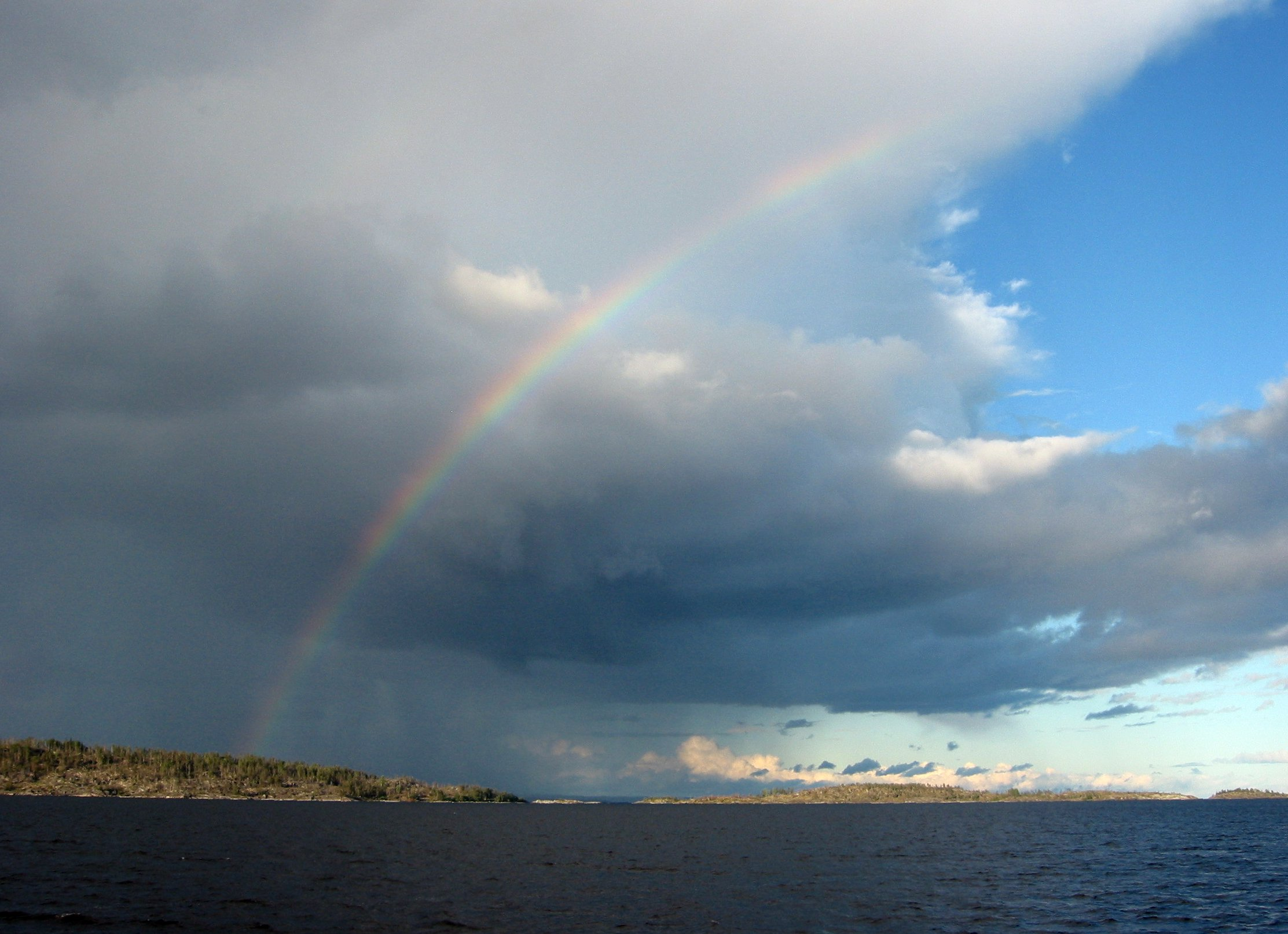
Веселка на Ладозькому озері

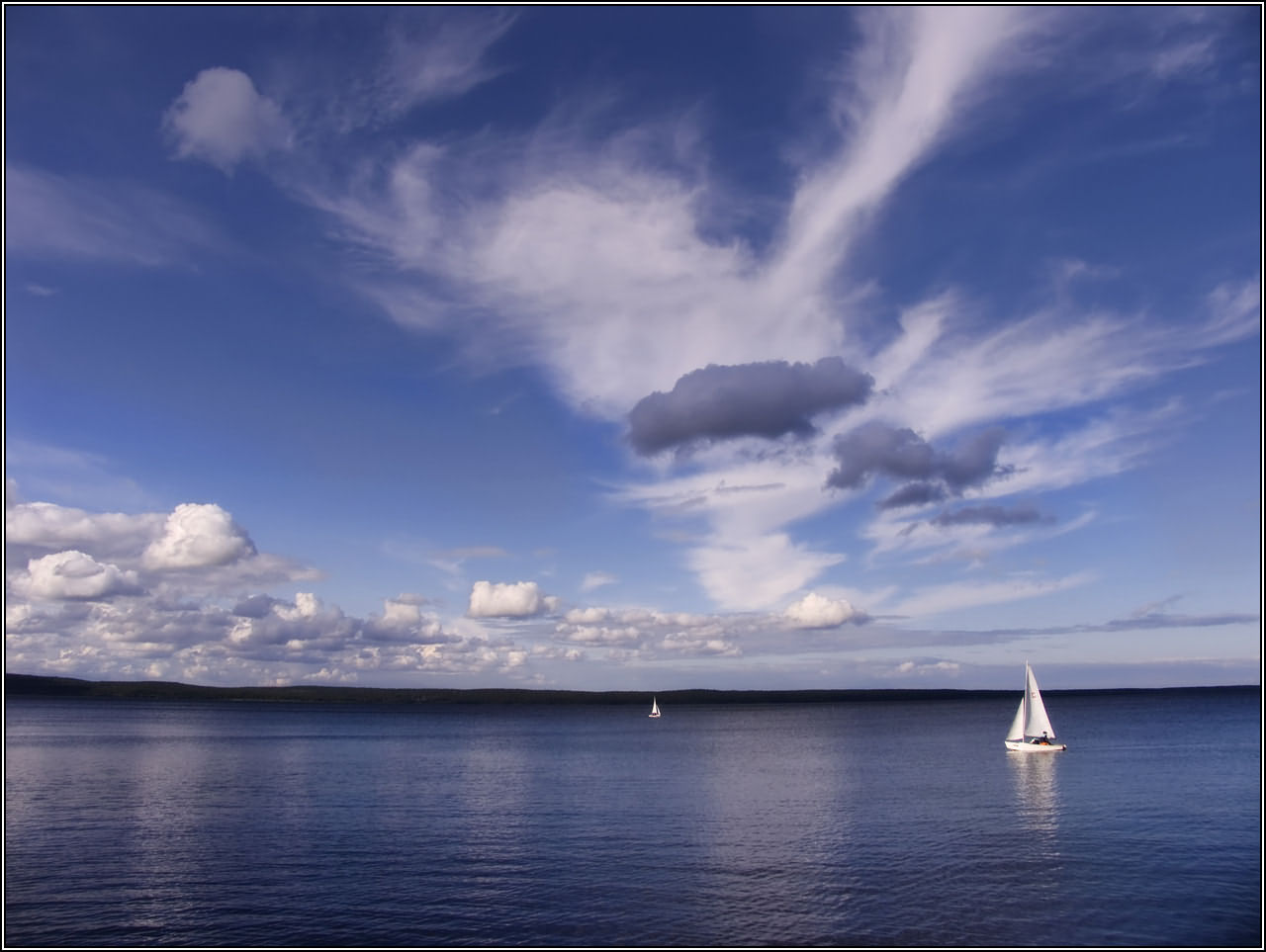
Петрозаводська губа на Онезькому озері

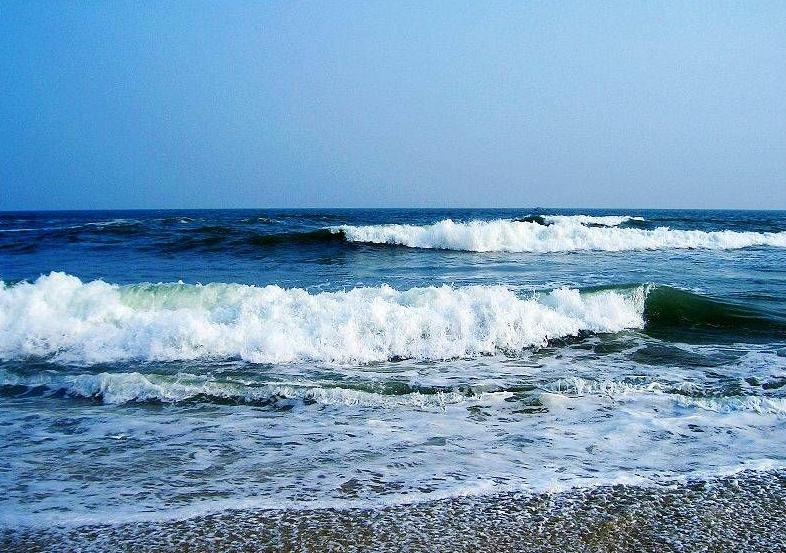
Озеро Ханка

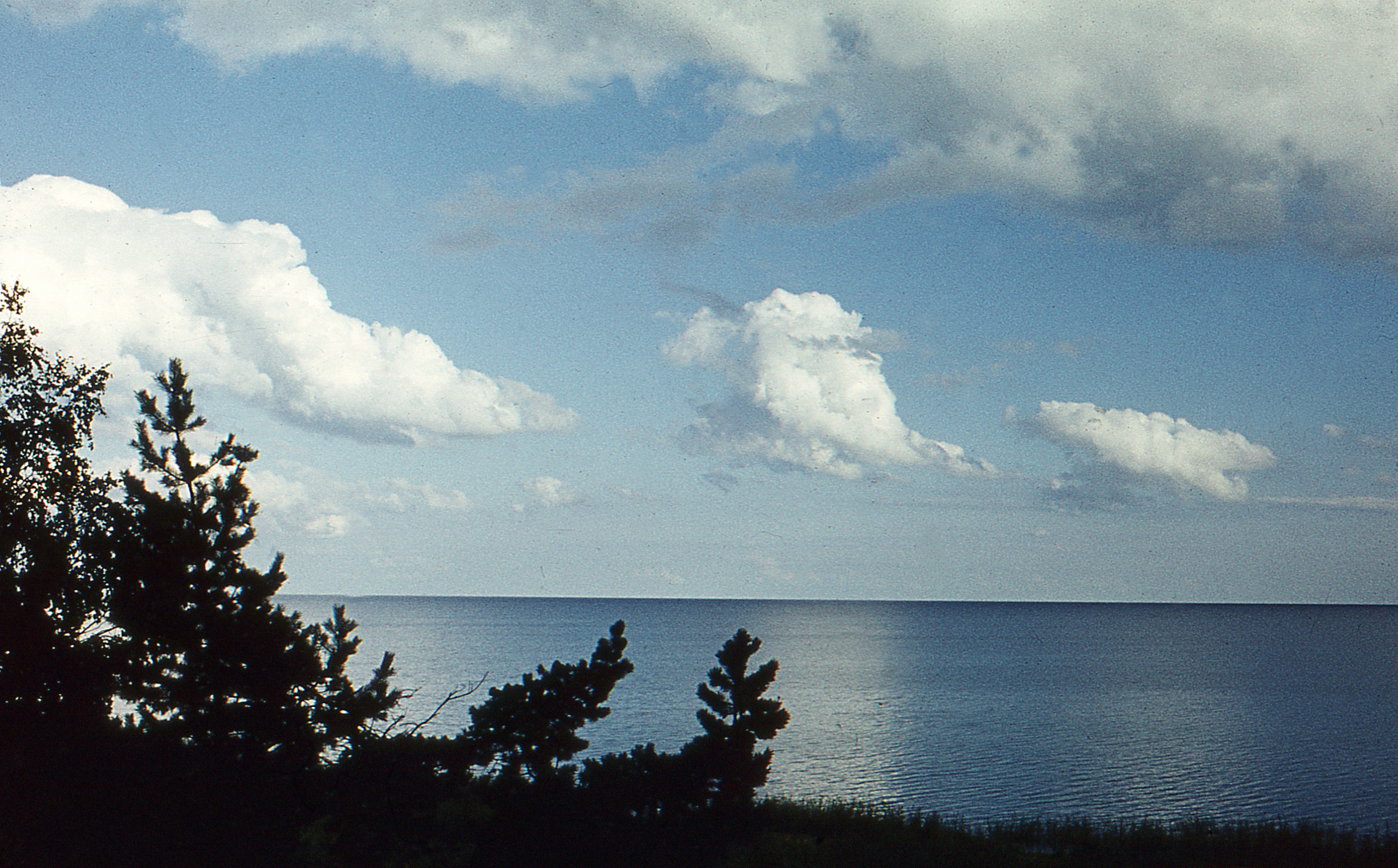
Чудське озеро

Список озер Росії площею 200 км² і більше, вказаних у порядку зменшення площі:
| № п/п | Озеро                   | Регіони Росії. /Інші країни/                                                           | Площа,км² | Висота,м | Глибина,м  | Витікають річки                |
| ----- | ----------------------- | -------------------------------------------------------------------------------------- | --------- | -------- | ---------- | ------------------------------ |
| 1     | Каспійське море         | Дагестан, Калмикія, Астраханська область. /Казахстан, Туркменістан, Іран, Азербайджан/ | 371 000   | −28      | 1 025      | безстічне                      |
| 2     | Байкал                  | Бурятія, Іркутська область                                                             | 31 500    | 456      | 1 642      | Ангара                         |
| 3     | Ладозьке озеро          | Республіка Карелія, Ленінградська область                                              | 17 703    | 4        | 225        | Нева                           |
| 4     | Онезьке озеро           | Республіка Карелія, Ленінградська область, Вологодська область                         | 9 616     | 32       | 124        | Свір                           |
| 5     | Таймир                  | Красноярський край                                                                     | 4 560     | 6        | 26         | Таймира                        |
| 6     | Ханка                   | Приморський край. /Китай/                                                              | 4 190     | 68       | 10,6       | Сунгача (Уссурі)               |
| 7     | Чудсько-Псковське озеро | Псковська область. /Естонія/                                                           | 3 555     | 30       | 15         | Нарва                          |
| 8     | Убсу-Нур                | Тива. /Монголія/                                                                       | 3 350     | 753      | 15         | безстічне                      |
| 9     | Чани                    | Новосибірська область                                                                  | 1 990     | 106      | 12         | безстічне                      |
| 10    | Біле озеро              | Вологодська область                                                                    | 1 290     | 113      | 20         | Шексна                         |
| 11    | Топозеро                | Республіка Карелія                                                                     | 986       | 110      | 56         | Ковда (Біле море)              |
| 12    | Ільмень                 | Новгородська область                                                                   | 982       | 18       | 10         | Волхов (Ладозьке озеро)        |
| 13    | Хантайське озеро        | Красноярський край                                                                     | 822       | 65       | 420        | протока до оз. Мал. Хантайське |
| 14    | Сегозеро                | Республіка Карелія                                                                     | 815       | 120      | 103        | Сегежа (оз. Вигозеро)          |
| 15    | Імандра                 | Мурманська область                                                                     | 812       | 128      | 67         | Нива                           |
| 16    | Пясіно                  | Красноярський край                                                                     | 735       | 28       | 10         | Пясіна                         |
| 17    | Кулундинське озеро      | Алтайський край                                                                        | 728       | 99       | 4          | протока в Кучукське озеро      |
| 18    | Пяозеро                 | Республіка Карелія                                                                     | 659       | 110      | 49         | Ковда (Біле море)              |
| 19    | Барун-Торей             | Забайкальський край                                                                    | 580       | 596      | 4          | протока в оз. Зун-Торей        |
| 20    | Вигозеро                | Республіка Карелія                                                                     | 560       | 89       | 24         | Нижній Виг                     |
| 21    | Нерпич'є озеро          | Камчатська область                                                                     | 552       | 0,4      | 12         | Озерна                         |
| 22    | Лабаз                   | Красноярський край                                                                     | 470       | 47       | ?          | Кегерді (Боганіда→Хета)        |
| 23    | Красне озеро            | Чукотський АО                                                                          | 458       | 0        | 4          | протока до р. Анадир           |
| 24    | Кета                    | Красноярський край                                                                     | 452       | 85       | 180        | Рибна (оз. Пясіно)             |
| 25    | Убінське озеро          | Новосибірська область                                                                  | 440       | 134      | 1          | безстічне                      |
| 26    | Пекульнейське озеро     | Чукотський АО                                                                          | 435       | 0,7      | ?          | Майна (Берингове море)         |
| 27    | Умбозеро                | Мурманська область                                                                     | 422       | 149      | 115        | Умба                           |
| 28    | Воже                    | Вологодська область                                                                    | 416       | 120      | 4          | Свидь                          |
| 29    | Кубенське озеро         | Вологодська область                                                                    | 407       | 109      | 13         | Сухона                         |
| 30    | Чукчагирське озеро      | Хабаровський край                                                                      | 366       | 70       | 6          | Ольджикан (Амгунь)             |
| 31    | Портнягіно              | Красноярський край                                                                     | 360       | 62       | ?          | Гусиха (Хатанга)               |
| 32    | Манич-Гудило            | Калмикія, Ставропольський край, Ростовська область                                     | 344       | 10       | 1          | Манич                          |
| 33    | Болонь                  | Хабаровський край                                                                      | 338       | 19       | 4          | протока до Амуру               |
| 34    | Лача                    | Архангельська область                                                                  | 334       | 118      | 5          | Онега                          |
| 35    | Водлозеро               | Республіка Карелія                                                                     | 334       | 136      | 16         | Водла                          |
| 36    | Удиль                   | Хабаровський край                                                                      | 330       | 4        | 5          | протока Ухта (Амур)            |
| 37    | Моготоєве озеро         | Республіка Саха                                                                        | 323       | 0        | ?          | Мілка (Східно-Сибірське)       |
| 38    | Лама                    | Красноярський край                                                                     | 318       | 45       | > 300      | Лама (оз. Мілке)               |
| 39    | Орель                   | Хабаровський край                                                                      | 314       | 2        | 3,8        | протока до Амуру               |
| 40    | Зун-Торей               | Забайкальський край                                                                    | 302       | 596      | 7          | протока в оз. Барун-Торей      |
| 41    | Кизи                    | Хабаровський край                                                                      | 280       | 6        | 4          | протока до Амуру               |
| 42    | Мілке                   | Красноярський край                                                                     | 270       | 44       | 22         | Тала (оз. Пясіно)              |
| 43    | Кунгасалах              | Красноярський край                                                                     | 270       | 76       | ?          | Нова                           |
| 44    | Сямозеро                | Республіка Карелія                                                                     | 266       | 106,7    | 24,5       | Сяпся (оз. Вагатозеро)         |
| 45    | Середнє Куйто           | Республіка Карелія                                                                     | 257       | 101      | 34         | Кем                            |
| 46    | Бустах                  | Республіка Саха                                                                        | 249       | 1        | ?          | Суруктах (море Лаптєвих)       |
| 47    | П'юхяярві               | Республіка Карелія                                                                     | 248       | 80       | 32         | протока до оз. Саїмаа          |
| 48    | Яррото 1-е              | Тюменська область                                                                      | 247       | 31       | 8          | Юрибей (Карське море)          |
| 49    | Кроноцьке озеро         | Камчатська область                                                                     | 245       | 374      | 148        | Кроноцька (Тихий океан)        |
| 50    | Сартлан                 | Новосибірська область                                                                  | 238       | 110      | 6          | безстічне                      |
| 51    | Єссей                   | Красноярський край                                                                     | 238       | 266      | ?          | Сікей Сеен (Котуй)             |
| 52    | Нерпич'є озеро          | Республіка Саха                                                                        | 237       | 0,6      | ?          | Нерпич'я                       |
| 53    | Віві                    | Красноярський край                                                                     | 229       | 255      | 80         | Віві (Нижня Тунгуска)          |
| 54    | Ковдозеро               | Мурманська область                                                                     | 224       | 37       | 63         | Ковда (Біле море)              |
| 55    | Кереть                  | Республіка Карелія                                                                     | 223       | 88       | 60         | Кереть (Кандалакська затока)   |
| 56    | Телецьке озеро          | Республіка Алтай                                                                       | 223       | 434      | 325        | Бія                            |
| 57    | Селіґер                 | Новгородська область, Тверська область                                                 | 222       | 205      | 24         | Селіжаровка (Волга)            |
| 58    | Нюк                     | Республіка Карелія                                                                     | 214       | 134      | 40         | Растас та Хяме                 |
| 59    | Тикшеозеро              | Республіка Карелія                                                                     | 209       | 134      | 40         | Вінча та Пудос                 |
| 60    | Велике Морське озеро    | Республіка Саха                                                                        | 205       | 5        | ?          | Анкаваам (Велика Чукоч'я)      |
| 61    | Ловозеро                | Мурманська область                                                                     | 200       | 153      | 35         | Воронья                        |
| 62    | Яніс'ярві               | Республіка Карелія                                                                     | 200       | 64       | 57         | Янісйокі (Ладозьке озеро)      |
| 63    | Малі Чани               | Новосибірська область                                                                  | 200       | 106      | 1,4 (сер.) | безстічне, протока в оз. Чани  |

## Список озер Росії площею менше 200км²

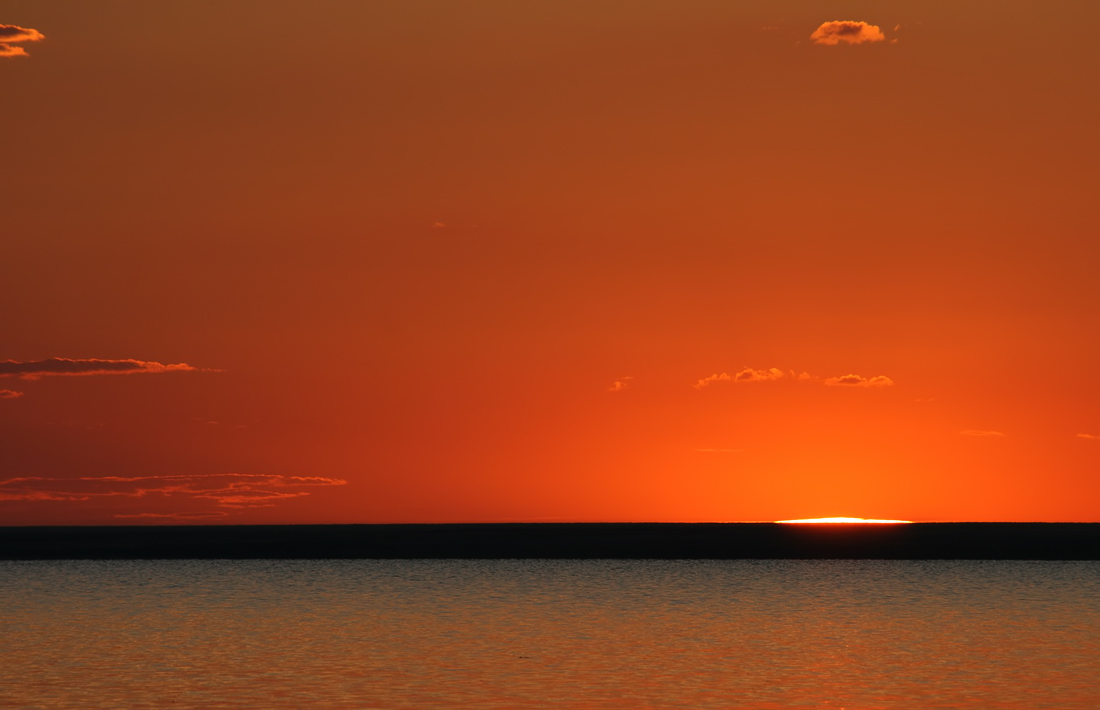
Захід сонця на озері Ельтон

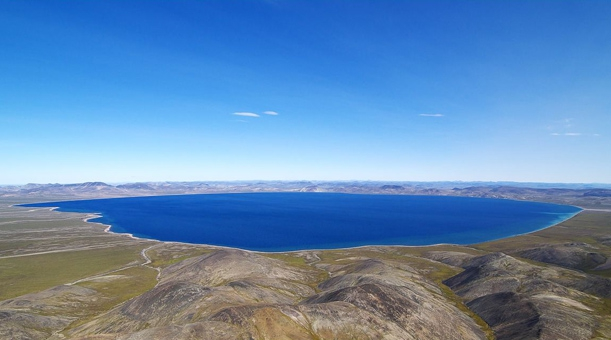
Озеро Ельгигитгин

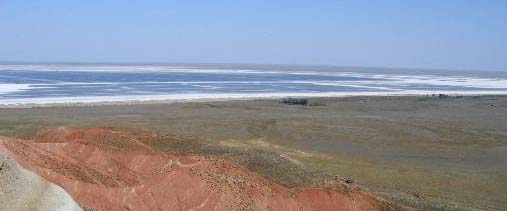
Озеро Баскунчак в Архангельській області

Список озер Росії площею від 100 до 200 км², вказаних у порядку зменшення площі:
| № п/п | Озеро               | Регіони Росії. /Інші країни/ | Площа,км² | Висота,м | Глибина,м  | Витікають річки                    |
| ----- | ------------------- | ---------------------------- | --------- | -------- | ---------- | ---------------------------------- |
| 1     | Дюпкун              | Красноярський край           | 199       | 109      |            | Курейка                            |
| 2     | Верхнє Куйто        | Республіка Карелія           | 197,6     | 102      | 44         | Єльмане                            |
| 3     | Еворон              | Хабаровський край            | 194       | 73       | 2-3 (сер.) | Дев'ятка (Горин→Амур)              |
| 4     | Голодна Губа        | Архангельська область        | 186       | 0,2      | 2 (сер.)   | протока у р. Печора                |
| 5     | Ондозеро            | Республіка Карелія           | 182,4     | 119      | 8          | Онда (Б-БК)                        |
| 6     | Кучукське озеро     | Алтайський край              | 181       | 98,4     | 3,3        | безстічне                          |
| 7     | Великий Уват        | Тюменська область            | 179       | 62       | 5          | Вертеніс (Ішим)                    |
| 8     | Невське озеро       | Сахалінська область          | 178       | 0        | 1,8 (сер.) | протока в зат. Терпіння (Охотське) |
| 9     | Тунайча             | Сахалінська область          | 174       | 1        | 23         | прот. в зат. Мордвінова (Охотське) |
| 10    | Ямбуто              | Тюменська область            | 169       |          |            | р. Сеяха (Обська губа)             |
| 11    | Лексозеро           | Республіка Карелія           | 166       | 174      | 34         | Сула                               |
| 12    | Гусине              | Бурятія                      | 163       | 550      | 28         | протока в р. Селенгу               |
| 13    | Маковське           | Красноярський край           | 163       | 62       |            | Маковська (Турухан→Єнісей)         |
| 14    | Кокора              | Красноярський край           | 162       | 62       |            | Кегерді (Масонов → Нова → Хатанга) |
| 15    | Ямбуто              | Тюменська область            | 160       |          |            | р. Ямбутояха (Гида→Карське море)   |
| 16    | Ожогіно             | Якутія                       | 157       | 31       |            | протока Ожогін в р. Індигірка      |
| 17    | Яррото 2-е          | Тюменська область            | 154       | 30       | 8          | Юрибей (Карське море)              |
| 18    | Сандал              | Республіка Карелія           | 152       | 62       | 58         | протока в Онезьке озеро            |
| 19    | Ельтон              | Волгоградська область        | 152       | −15      | 1,5        | безстічне                          |
| 20    | Салтаім             | Омська область               | 146       | 98       | 1,7        | протока в оз. Теніс                |
| 21    | Нижнє Куйто         | Республіка Карелія           | 141       | 101      | 33         | Кем                                |
| 22    | Чорнокур'їнське     | Алтайський край              | 140       | 199      | 7,2        | Касмала                            |
| 23    | Озеро Чля           | Хабаровський край            | 140       | 2        | 2,6        | протока до Амуру                   |
| 24    | Торм-Емтор          | Тюменська область            | 139       |          |            | р. Єккан-Єган                      |
| 25    | Глибоке             | Красноярський край           | 136       | 49       | 16         | Глибока (оз. Мілке)                |
| 26    | Солунтах            | Якутія                       | 131       | 3        |            | Кюель-Юр'ях                        |
| 27    | Надудотурку         | Красноярський край           | 127       | 53       |            | Бистра (Пура→Пясіна)               |
| 28    | Енгозеро            | Республіка Карелія           | 122       | 71       | 18         | Воньга та Калга (Біле море)        |
| 29    | Колвицьке озеро     | Мурманська область           | 121       | 61       | 20         | Колвиця                            |
| 30    | Чукоч'є озеро       | Якутія                       | 120       | 0,4      |            | протока в р. Колиму                |
| 31    | Павилон             | Якутія                       | 119       | 22       | 29         | Павилон-Сеене (Алазея)             |
| 32    | Ніджилі             | Якутія                       | 119       | 115      | 7          | Сіен (Вілюй)                       |
| 33    | Ямбуто              | Тюменська область            | 119       | 14       |            | р. Морди-Яха (Карське море)        |
| 34    | Теніс               | Омська область               | 118       | 98       |            | протока в оз. Ачикуль (р. Оша)     |
| 35    | Хуммі               | Хабаровський край            | 117       |          | 3,9        | протока до Амуру                   |
| 36    | Іліргиткін          | Якутія                       | 115       | 0,5      |            | Ватапваам (Східно-Сибірське)       |
| 37    | Баскунчак           | Астраханська область         | 115       | −21,6    | 3          | безстічне                          |
| 38    | Леушинський Туман   | Тюменська область            | 114       | 37       |            | Ах (Конда)                         |
| 39    | Ебейти              | Омська область               | 113       | 54       | 3          | безстічне                          |
| 12    | Баунт               | Бурятія                      | 111       | 1060     | 33         | Ципа                               |
| 41    | Ельгигитгин         | Чукотський автономний округ  | 110       | 489      | 174        | Енмиваам (Біла→Анадир)             |
| 42    | Вуокса              | Ленінградська область        | 108       | 4,8      | 25         | Вуокса (Ладозьке озеро)            |
| 43    | Велике Єравне озеро | Бурятія                      | 104       | 948      | 10         | протока в Соснове озеро            |
| 44    | Пальйозеро          | Республіка Карелія           | 100       | 71       | 74         | Нива                               |
| 45    | Ханське озеро       | Краснодарський край          | 100       | 0        | 1,8        | перелив в Азовське море і назад    |